# Arantxa Castilla-La Mancha
Arantxa Castilla-La Mancha (Badajoz, 1 de diciembre de 1997), nombre artístico de Arantxa Méndez García, es una drag queen y artista multidisciplinar española, conocida por competir en la primera temporada de Drag Race España. Desde 2024 presenta el podcast Que nos pillen confesadas junto con Choriza May.

## Carrera
Arantxa creció en un pequeño pueblo de Extremadura y sufrió discriminación desde una temprana edad debido a su orientación sexual y expresión de género. Tanto su estética drag como su nombre artístico están fuertemente inspirados en Hannah Montana, su serie favorita de la infancia.
Su primera experiencia con la cultura drag fue al ver una noche de fiesta un concurso drag presentado por Supremme de Luxe.
En 2021 Arantxa se unió a la competencia de telerrealidad Drag Race España en su primera temporada temporada, que comenzó a emitirse el 30 de mayo de 2021.
Tras el final de emisión de la temporada, Arantxa formó parte de la gira nacional del Gran Hotel de las Reinas, junto a las demás concursantes del programa, la presentadora de este Supremme de Luxe y la vedette Paca la Piraña.
A raíz de su paso por Drag Race, Arantxa ha sido embajadora de la carrera de tacones en el Orgullo LGBT de Madrid y pregonera del Orgullo de Jerez de los Caballeros, su pueblo natal.
En el 2022 empezó el podcast Mientras te hacías el eyeliner presentado a su vez con Hugáceo Crujiente.
El 13 de enero de 2024 fue anunciada como una de las concursantes de la segunda temporada de RuPaul's Drag Race: UK Versus the World.

## Polémicas
Durante su paso por Drag Race España Arantxa recibió fuertes críticas por parte de los espectadores, llegando a recibir insultos y amenazas de muerte a través de redes sociales.
En 2022, tanto ella como Hugáceo Crujiente fueron parte de una acalorada discusión pública contra la drag queen Sagittaria, quien acusó a ambas de dar un mal trato a sus fans, no tener trabajo o no dar la talla en sus espectáculos.

## Filmografía

### Cine
| Año  | Título                          | Papel      | Notas      |
| ---- | ------------------------------- | ---------- | ---------- |
| 2021 | Una Navidad con Samantha Hudson | Drag Queen | Secundaria |

### Televisión
| Año  | Título                                  | Papel      | Notas       |
| ---- | --------------------------------------- | ---------- | ----------- |
| 2021 | Meet the Queens                         | Ella misma | 1 episodio  |
| 2021 | Drag Race España                        | Ella misma | 8 episodios |
| 2021 | Tras la carrera                         | Ella misma | 1 episodio  |
| 2022 | Maestros de la costura                  | Ella misma | 1 episodio  |
| 2024 | RuPaul's Drag Race: UK Versus the World | Ella misma | 2 episodios |

## Vida personal
Pese a que originalmente se identificaba a sí misma como una persona no binaria, Arantxa salió del armario en diciembre de 2022 como una mujer trans.